# Archeogastrinus kachinensis
Archeogastrinus kachinensis — викопний вид дрібних перетинчастокрилих комах вимерлої родини Praeaulacidae, що існував у пізній крейді. Описаний у 2023 році з інклюзії бірманського бурштину.

## Опис
Рід відрізняється від інших Praeaulacidae завдяки особливій формулі гомілкових шпор 1-2-2; його передні крила з довгою та тонкою птеростигмою, 1-M довший за 1-Rs, 1-Rs довший за відстань до птеростигми, поперечна жилка 2r-rs вирівняна (або майже) з 2rs-m і починається біля середини птеростигми, присутній 2rs-m, клітина довжиною 3rm, 1cu-a постфуркальна до 1-M, жилка 2-M чітка; його задні крила cu-a досягають Cu distad M + Cu вилки; і його метасома з першим сегментом, схожим на черешок (тобто довгим і тонким) і вентрально роздутим у дистальній половині.

## Спосіб життя
Archaeocercus schuvachinae, як і сучасні види їздців, був паразитоїдом якогось з видів членистоногих.